# Eobania vermiculata
Eobania vermiculata es una especie de gasterópodo pulmonado de la familia Helicidae común en España. Recibe diversos nombre vulgares como choneta, chanet, chona, mongeta, ripotella, rigatella o viñala.

## Características
Mide de 21 a 35 mm de largo y de 14 a 25 mm de alto. La concha es robusta con el margen de la abertura (peristoma) prominente y blanco brillante. Tiene una coloración extremamente variable a base de colores crema a marrón oscuro, con frecuencia presenta jaspeado y bandas de color marrón más o menos marcadas que alternan con franjas blanquecinas, pero pueden faltar casi por completo.

## Historia natural
Es una especie de distribución mediterránea que vive en cultivos, prados y zonas de vegetación arbustiva, donde se alimenta de vegetales. Es común entre las piedras de los ribazos, donde se refugia de la sequía.

## Distribución
Habita en España (incluyendo las islas Baleares), Francia, Italia, península balcánica, principales islas del Mediterráneo y Ucrania (Crimea).